# Gustave Jeanneret
Gustave-Auguste Jeanneret (Môtiers, 6 april 1847 – Cressier, 13 september 1927) was een landschaps-, stilleven- en portretschilder uit Zwitserland. In zijn jonge jaren was hij ook met etsen en keramiek bezig.

## Levensloop
Jeanneret was een zoon van de kooplui Louis-Auguste Jeanneret en Henriette Oehl. Hij groeide op aan de oevers van het Meer van Neuchâtel; deze indrukken uit zijn kinderjaren kwamen later tot uiting in de landschappen die hij schilderde. Bij zijn oom Georges Grisel (1811-1877), een kunstschilder en etser, gingen zowel hij als zijn broer Georges in de leer. 
In 1864 ging Jeanneret aan de slag als industriële tekenaar in de tapijtenfabriek Zuber in Rixheim in de Elzas. 
Vanaf 1867 werkte hij als keramiekschilder in Parijs. Daarnaast volgde hij de kunstacademie in de Académie Suisse van Charles Suisse. Het schilderen nam meer en meer van zijn tijd in beslag. Vanaf 1876 doken zijn schilderwerken op in Parijse salons. Jeanneret werd lid van de Eerste Internationale in 1870, een jaar voor de Commune van Parijs (1871) Parijs in zijn greep had. Tevens werd hij lid van de Jura-afdeling van een anarchistische beweging, waardoor hij medewerker werd van de Zwitserse anarchist en schrijver James Guillaume.
In 1878 was Jeanneret terug in Zwitserland. Hij vestigde zich in Neuchâtel. In 1888 huwde Jeanneret met Emma Wolfrath, dochter van een bemiddelde drukker en uitgever in Neuchâtel. Hij richtte zijn atelier in in een wijnbouwershuis dat hij gekocht had in Cressier in het kanton Neuchâtel. Samen met Eugène Burnand (1850-1921) en Karl Alfred Lanz (1847-1907) werkte Jeanneret als commissaris voor de Zwitserse afdeling voor Kunst aan de Wereldtentoonstelling van 1889 in Parijs.
Van 1903 tot 1904 was hij voorzitter van het Genootschap van Zwitserse kunstschilders en beeldhouwers; hij ijverde voor een hulpkas voor noodlijdende kunstenaars. Tevens zat hij de Zwitserse Commissie voor Schone Kunst voor van 1901 tot 1905.
In de schilderijen van Jeanneret is een invloed terug te vinden van Gustave Courbet, Ferdinand Hodler en Claude Monet. De onderwerpen zijn in de meeste van zijn werken een uiting van zijn sociale bewogenheid. Boerenarbeiders en industriearbeiders portretteerde hij om deze reden.
Na zijn dood in 1927 geraakte hij in de vergetelheid. Zijn droom om de zaal van de Grote Raad van Neuchâtel te decoreren, realiseerde hij niet.
Het is pas met een retrospectieve tentoonstelling in 1998 die het Musée d’art et d’histoire van Neuchâtel organiseerde, dat zijn naam in de bekendheid kwam.

## Enkele schilderijen

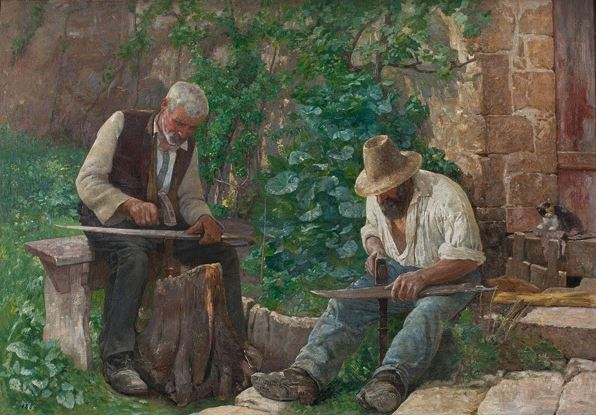
Twee mannen met hamer (1886)
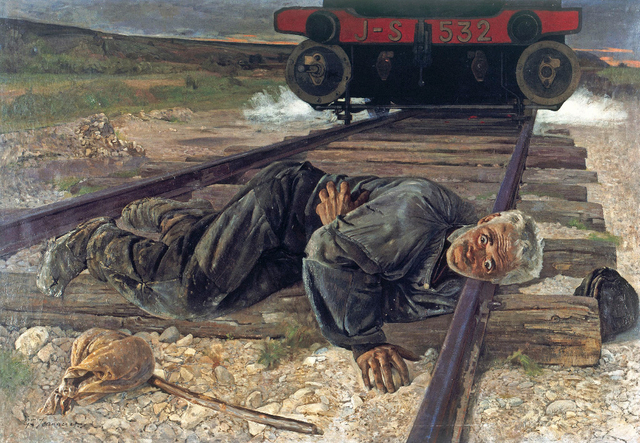
Zonder hoop (1891)
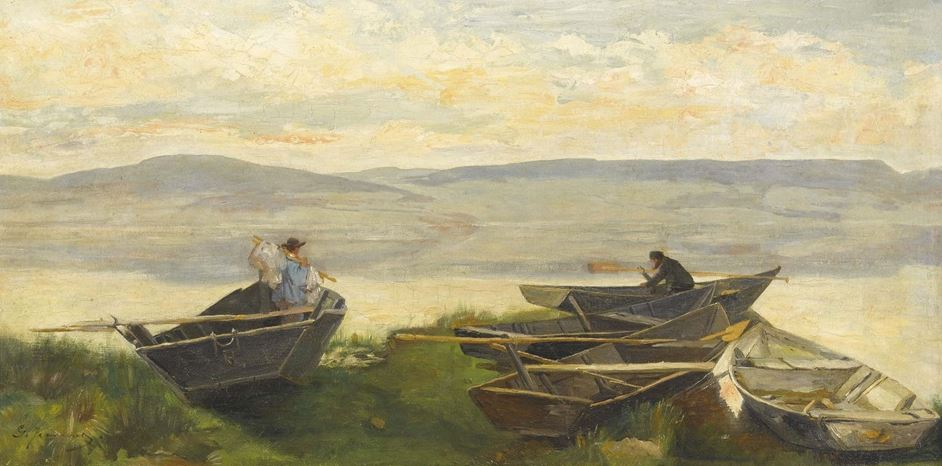
Vissersboten aan het Meer van Neuchâtel (circa 1920)
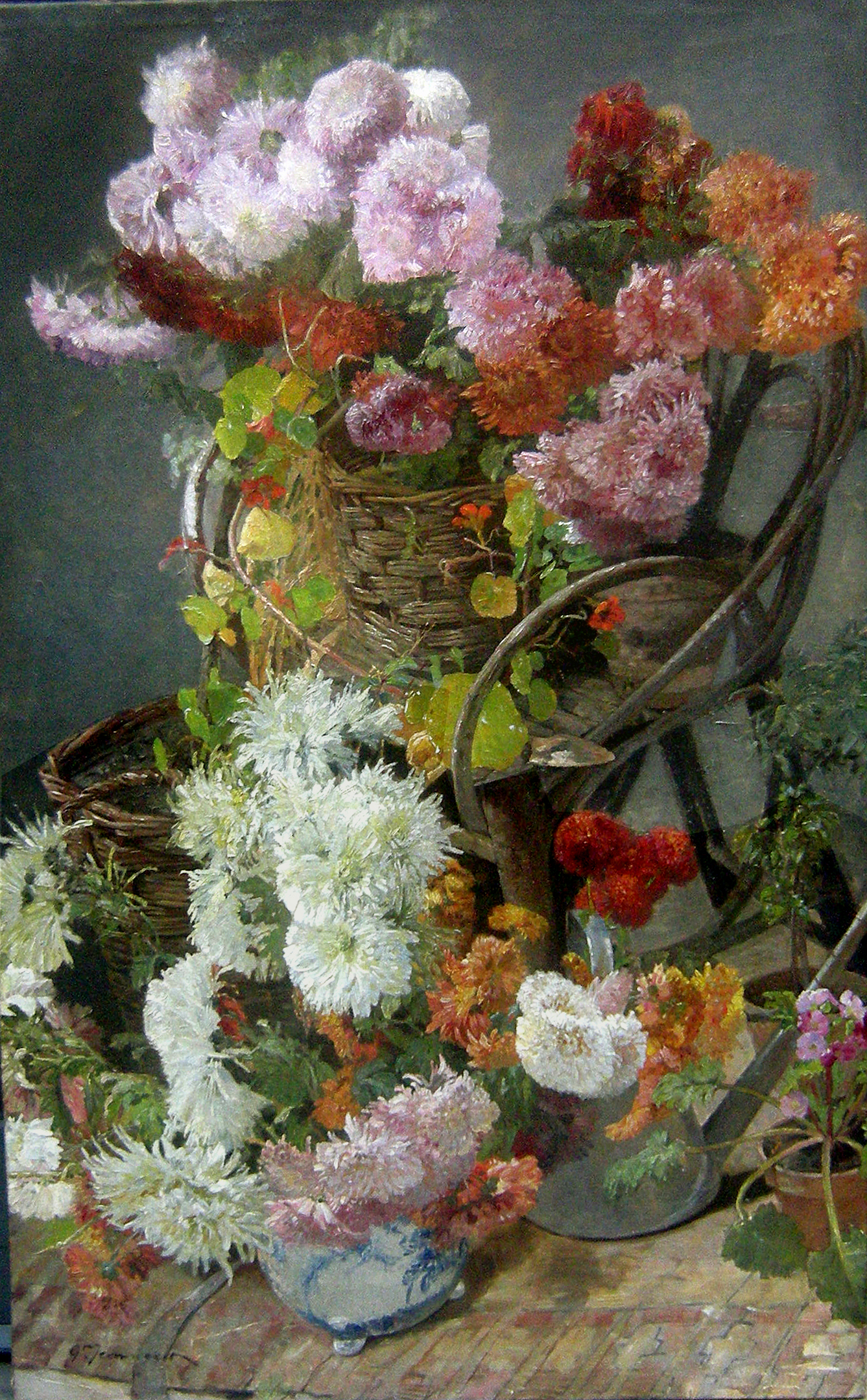
Stilleven (circa 1920)